# Origen del llenguatge
L'origen del llenguatge usades entre els éssers humans ha estat motiu de discussions acadèmiques durant segles. Tot i això, no hi ha consens sobre el seu origen o la seva edat definitius, ni tan sols sobre si es va originar en un sol punt o alhora en diversos indrets, en analogia amb l'evolució convergent en diferents espècies. Un problema que fa el tema difícil d'estudiar és la falta de proves directes, ja que ni les llengües ni l'habilitat de produir-les es fossilitzen. Consegüentment, els estudiosos animats per conèixer els orígens del llenguatge han de treure inferències d'altres tipus de proves, tals com l'evolució humana o les arqueològiques, de la diversitat lingüística contemporània, dels estudis de l'adquisició lingüística, i de comparacions entre el llenguatge humà i els sistemes de comunicació existents entre altres animals, i en altres primats. Generalment, s'accepta que els orígens del llenguatge estan fortament lligats als orígens del comportament humà modern, però hi ha poc d'acord sobre les implicacions i direccionalitat d'aquesta connexió.
El fet que l'evidència empírica sigui limitada ha conduït molts estudiants a considerar el tema sencer com a inadequat per a un estudi seriós. El 1866, la Societat Lingüística de París va arribar a bandejar debats sobre el tema, una prohibició que va restar influent al llarg de la major part del món occidental fins avançat el segle xx. Avui, hi ha nombroses hipòtesis sobre com, per què, quan i on el llenguatge hauria pogut emergir per primer cop. Pot semblar que difícilment hi estiguem més d'acord avui que pas fa cent anys, quan la teoria de l'evolució per selecció natural d'en Charles Darwin va provocar una precipitació d'especulacions d'estar per casa sobre el tema. Des de principis dels 90, tot i això, un creixent nombre de lingüistes, arqueòlegs, psicòlegs, antropòlegs i d'altres professionals han provat d'adreçar-se, mitjançant nous mètodes, al que han començat a considerar "el problema més difícil en ciència".

## Aproximacions
Les aproximacions a l'origen del llenguatge poden dividir-se d'acord amb les seves suposicions subjacents. Les teories de continuïtat es basen en la idea que el llenguatge és tan complex que ningú se'l pot imaginar apareixent simplement del no-res en la seva forma final: ha d'haver evolucionat de sistemes prelingüístics anteriors entre els nostres avantpassats primats. Les teories de discontinuïtat es basen en la idea oposada -que el llenguatge és un tret únic que no es pot comparar a res trobat entre els no-humans i, per tant, ha d'haver aparegut prou de cop en el curs de l'evolució humana. Un altre contrast es troba entre les teories que veuen el llenguatge principalment com una facultat innata llargament codificada genèticament, i aquelles que el veuen com un sistema principalment cultural -en altres paraules, après amb la interacció social.
Noam Chomsky és un prominent defensor de la teoria de discontinuïtat, qüestió en la qual queda força aïllat respecte als seus companys acadèmics. Ell defensa que una sola mutació casual en un individu en data de fa 100.000 anys va donar lloc a l'emergència "instantània" de la facultat lingüística (un component del cervell-ment) de manera "perfecta" o "gairebé perfecta". L'argument filosòfic s'explica, breument, de la manera següent: primerament, pel que es coneix de l'evolució, qualsevol canvi biològic en les espècies sorgeix d'un canvi genètic fortuït en un sol individu que s'escampa pel seu grup de descendència. En segon lloc, des d'una perspectiva computacional sobre la teoria del llenguatge, l'únic canvi que es necessitava era l'habilitat cognitiva de construir i processar estructures d'informació recursiva en la ment (la propietat d'"infinitat discreta", que sembla única en la ment humana). Aquest canvi genètic, que va dotar la ment humana amb la propietat d'infinitat discreta, defensa Chomsky, essencialment va permetre fer el salt de ser capaç de comptar fins a N, en què N és un nombre fix, a ser capaç de comptar indefinidament (p. e., si es pot construir N, llavors també es pot construir N+1). Això es dedueix de les afirmacions que l'evolució de la facultat lingüística humana és saltacional, ja que, en tant que fet lògic, no hi ha cap camí per a una transició gradual d'una ment capaç només de comptar fins a un nombre fix, a una ment capaç de comptar indefinidament. La idea, doncs, per analogia feble, és que la formació de la facultat lingüística en els éssers humans és semblant a la formació d'un cristall; la infinitat discreta seria la vareta de cristall en un cervell supersaturat, a punt de florir en la ment humana, per llei física, un cop l'única petita, però crucial, clau de pedra s'hi afegís per evolució.
Les teories basades en la continuïtat actualment són recolzades per la majoria d'estudiants, però varien en com conceben aquest desenvolupament. D'entre aquells que veuen el llenguatge com una cosa principalment innata, alguns -especialment Steven Pinker— eviten especular sobre precursors específics en primats no humans, emfasitzant simplement que la facultat lingüística ha d'haver evolucionat pel camí gradual habitual. D'altres en aquest camp intel·lectual -principalment Ib Ulbaek— sostenen que el llenguatge va evolucionar no pas de la comunicació dels primats sinó de la cognició dels primats, que és significativament més complexa. Aquells que veuen el llenguatge com una eina de comunicació apresa socialment, com Michael Tomasello, l'entenen desenvolupant-se dels aspectes en la comunicació dels primats controlats cognitivament, i en són aquests principalment gestuals en oposició a vocals. Pel que fa als precursors vocals, molts teòrics continuistes preveuen el llenguatge evolucionant de les primeres capacitats humanes per a cantar.
Transcendint la divisió continuïtat/discontinuïtat, hi ha aquells que veuen l'emergència del llenguatge com a conseqüència d'algun tipus de transformació social que, generant nivells sense precedents de confiança pública, va alliberar una potència genètica per a la creativitat lingüística que prèviament havia romàs adormida. La teoria de la coevolució ritual/parla és un exemple d'aquesta aproximació. Els estudiants d'aquest camp intel·lectual apunten al fet que, fins i tot els ximpanzés i els bonobos, tenen capacitats simbòliques latents que, a la selva, rarament fan servir mai.
Com que l'emergència del llenguatge se situa fa molt de temps en la prehistòria humana, els desenvolupaments rellevants no n'han deixat traces històriques directes, ni poden observar-se'n processos comparables avui dia. Tot i això, l'emergència de nous signes lingüístics en els temps moderns -la llengua de signes nicaragüenca, per exemple- podria oferir idees potencials sobre els estadis de desenvolupament i processos creatius necessàriament involucrats. Una altra aproximació ha estat inspeccionar els primers fòssils humans, buscant traces d'adaptació física a l'ús del llenguatge. En alguns casos, quan l'ADN dels humans extingits pot recuperar-se, la presència o absència de gens suposadament rellevants lingüísticament -el FOXP2 n'és un exemple- podria demostrar-se informatiu. Una altra aproximació, aquest cop arqueològica, és acollir-se al comportament simbòlic (com una activitat ritual repetida) que podria deixar una traça arqueològica -com mines i modificacions de pigments d'ocre per a pintura de cos- mentre es desenvolupen arguments teòrics per justificar inferències del simbolisme en general al llenguatge en particular.
L'abast temporal per a l'evolució del llenguatge i/o els seus prerequisits anatòmics s'estén, com a mínim en principi, des de la divergència filogenètica de l'homo (fa de 2,3 a 2,4 milions d'anys) del pan (fa de 5 a 6 milions d'anys) a l'emergència del comportament humà modern ple, fa uns 150.000 - 50.000 anys. Uns pocs discuteixen que l'Australopitec probablement manqués de comunicació vocal significativament més sofisticada que aquella dels homínids en general, però les opinions estudiantils varien en els desenvolupaments des de l'aparició de l'homo fa uns 2,5 milions d'anys. Alguns estudiants assumeixen el desenvolupament dels sistemes protolingüístics primitius (protollengua) tan aviat com l'homo habilis, mentre que d'altres situen el desenvolupament de la comunicació simbòlica només amb l'homo erectus (fa 1,8 milions d'anys) i el desenvolupament del llenguatge correcte amb l'homo sapiens fa menys de 200.000 anys.
Fent servir mètodes estadístics per a estimar els temps necessari per a assolir la difusió i diversitat actuals en les llengües modernes d'avui, Johanna Nichols —una lingüista de la Universitat de Califòrnia, Berkeley- va defensar el 1998 que les llengües vocals han d'haver començat a diversificar-se en la nostra espècie com a mínim fa 100.000 anys. Fent servir la diversitat fonèmica, una anàlisi més recent ofereix suport lingüístic directe per a una data similar. Estimacions d'aquest tipus són independentment recolzades per evidències genètiques, arqueològiques, paleontològiques i moltes d'altres que suggereixen que la llengua probablement va emergir en algun lloc de l'Àfrica subsahariana durant el Paleolític mitjà, aproximadament contemporània amb l'especiació de l'homo sapiens.
Els lingüistes estan d'acord que, a part d'excepcions tals com el pidgin, no hi ha llengües "primitives": tots els pobles humans moderns parlen en llengües de poder expressiu comparable; tanmateix, gran part dels estudis recents han explorat com la complexitat lingüística varia entre llengües i en llengües al llarg del temps històric.

## Hipòtesis sobre l'origen lingüístic

### Primeres especulacions
| «                                                                              | No puc dubtar que el llenguatge degui el seu origen a la imitació i modificació, ajudades per signes i gestos, de diversos sons naturals, les veus d'altres animals, i els mateixos plors instintius humans. | » |
| — Charles Darwin, 1871. The Descent of Man, and Selection in Relation to Sex.. | |   |

 El 1861, l'històric lingüista Max Müller va publicar una llista de teories especulatives sobre els orígens de la llengua parlada:
- Bow-wow. La teoria bow-wow o cuckoo, que Müller atribuïa al filòsof alemany Johann Gottfried Herder, va veure les primeres paraules com a imitacions de plors de bèsties i ocells: l'onomatopeia hauria estat la primera paraula.
- Pooh-pooh. La teoria Pooh-Pooh va veure les primeres paraules com a interjeccions i exclamacions emocionals sorgides del mal, el plaer, la sorpresa, i així successivament.
- Ding-dong. Müller va suggerir el que va anomenar la teoria Ding-Dong, que planteja que totes les coses tenen una ressonància natural vibradora, repetida d'alguna manera per l'ésser humà en les seves primeres paraules.
- Yo-he-ho. La teoria yo-he-ho va veure la llengua emergint de l'esforç rítmic col·lectiu, l'intent de sincronitzar l'esforç muscular resultant en sons com he alternant amb sons com ho.
- Ta-ta. Aquesta no constava en la llista de Müller, i va estar proposada el 1930 per sir Richard Paget.[37] D'acord amb la teoria ta-ta, els humans van pronunciar les primeres paraules amb moviments de llengua que imitaven gestos manuals, passant-los a audibles.

La majoria d'estudiosos avui consideren totes aquestes teories no tan equivocades -ocasionalment ofereixen idees marginals- com còmicament ingènues i irrellevants. El problema d'aquestes teories és que siguin tan estretament mecanicistes. Assumeixen que, un cop els nostres avantpassats van ensopegar amb el mecanisme enginyós apropiat per a lligar sons amb significats, la llengua automàticament hauria evolucionat i canviat.

### Problemes de fiabilitat i decepció
Des de la perspectiva de la ciència moderna, el principal obstacle en l'evolució de la comunicació protolingüística en la natura no és pas mecanicista. Més aviat, és el fet que els símbols -associacions arbitràries de sons o d'altres formes perceptibles amb els corresponents significats- no són fiables, i perfectament poden ser falsos. Com diu el refrany, "les paraules són barates". Darwin Müller o els altres primers teoritzadors evolucionistes no van reconèixer en absolut el problema de la fiabilitat.
Els signes vocals animals són en la major part intrínsecament fiables. Quan un gat ronca, el senyal constitueix una evidència directa de l'estat content de l'animal. Podem "confiar" en el senyal no pas perquè el gat estigui inclinat a ser honest, sinó perquè tan sols no pot fingir aquell so. Els crits vocàlics dels primats poden ser lleugerament més manipulables, però romanen fiables pel mateix motiu -perquè són difícils de fingir. La intel·ligència social dels primats és "maquiavèlica" -egoista i sense restriccions dels escrúpols morals. Els micos i simis sovint intenten enganyar-se l'un a l'altre, mentre alhora romanen constantment a l'aguait de caure víctimes del seu mateix engany. Paradoxalment, és precisament la resistència dels primats a l'engany la que bloca l'evolució dels seus sistemes de senyals cap al camí protolingüístic. La llengua s'exclou perquè el millor camí per a procurar de no enganyar-se és ignorar tots els signes excepte aquells que són immediatament identificables. Les paraules automàticament suspenen aquesta prova.
Les paraules són fàcils de fingir. En cas que resultin ser mentida, els oients s'hi adaptaran ignorant-les a favor dels indicis o senyals difícils de fingir. Perquè el llenguatge funcioni, llavors, els oients han de confiar que aquells amb qui parlen generalment tendeixin a ser honestos. Una característica peculiar del llenguatge és la "referència reemplaçada", que vol dir la referència a tòpics fora de la situació perceptible del moment. Aquesta propietat evita que les expressions siguin corroborades immediatament "aquí" i "ara". Per aquest motiu, la llengua pressuposa nivells relativament alts de confiança mútua amb la finalitat d'esdevenir estable en el temps com una estratègia evolutivament estable. Una teoria dels orígens del llenguatge, per tant, ha d'explicar per què els humans van poder començar a confiar en senyals vulgars d'una manera que els altres animals aparentment no poden.

#### La hipòtesi de les "llengües mare"
La hipòtesi de les "llengües mare" es va proposar el 2004 com a possible solució a aquest problema. W. Tecumseh Fitch va suggerir que el principi darwinià de "selecció de parentesc" -la convergència d'interessos genètics entre parents- podria ser part de la resposta. Fitch va suggerir que les llengües originàriament eren "llengües mare". Si el llenguatge va evolucionar inicialment per a la comunicació entre mares i la seva pròpia descendència biològica, estenent-se més tard per a incloure-hi també els parents adults, els interessos dels parlants i oients haurien tendit a coincidir. Fitch defensa que els interessos genètics compartits haurien conduït a una confiança i cooperació suficients perquè els senyals intrínsecament malfiats -paraules- s'acceptessin com a dignes de confiança i així comencés a evolucionar per primer cop.
Els crítics d'aquesta teoria indiquen que la selecció de parentesc no és única d'humans. Les mares simis també comparteixen gens amb la seva descendència, com ho fan tota la resta d'animals; per tant, per què som només els humans els que parlem? A més, és difícil de creure que els primers humans restringissin la comunicació lingüística als parents genètics: el tabú de l'incest ha d'haver forçat els homes i les dones a interaccionar i comunicar-se amb no-parents. Per tant, fins i tot si acceptem les premisses inicials de Fitch, l'extensió de les xarxes de suposades "llengües mare" de parents a no-parents roman inexplicada.

#### La hipòtesi de l'"altruisme recíproc obligatori"
Ib Ulbaek s'acull a un altre principi darwinià estàndard -l'"altruisme recíproc"- per explicar els nivells inusualment elevats d'honradesa intencionada necessària per a la llengua per a evolucionar. L'"altruisme recíproc" es pot expressar com el principi que si tu em grates l'esquena, jo et grataré la teva. En termes lingüístics, voldria dir que si tu em parles de forma fiable, jo et parlaré de forma fiable. L'altruisme recíproc darwinià ordinari, indica Ulbaek, és una relació estable entre individus que freqüentment interaccionen. Perquè una llengua prevalgui d'un extrem a l'altre d'una comunitat sencera, tot i això, la reciprocitat necessària hauria necessitat ser reforçada universalment en lloc de ser abandonada a la tria individual. Ulbaek conclou que perquè una llengua evolucionés, les primeres societats com un tot haurien estat subjectes de regulació moral.
Els crítics indiquen que aquesta teoria suspèn en explicar quan, com, per què o per qui l'"altruisme recíproc obligatori" podria possiblement haver estat reforçat. Diverses propostes s'han ofert per solucionar aquest defecte. Una altra crítica és que la llengua no treballa en les bases d'altruisme recíproc de cap manera. Els humans en grups familiars no deneguen informació a tothom excepte els oients que tendeixin a oferir informació valuosa a canvi. Al contrari, semblen voler advertir al món el seu accés a la informació social rellevant, emetent-la a qualsevol que l'escolti sense pensar en un retorn.

#### La hipòtesi del xafardeig i la neteja
El xaferdeig, d'acord amb Robin Dunbar, fa per als grups humans existents el que la neteja manual fa per als altres primats -permet que els individus serveixin les seves relacions i, per tant, mantinguin les seves aliances segons el principi si tu em grates l'esquena, jo grataré la teva. A mesura que els humans van començar a viure en grups socials més i més grans, la tasca de netejar manualment tots els amics i coneguts va esdevenir tan consumidora de temps com per a ser impracticable. En resposta a aquest problema, els humans van inventar "una forma barata i ultraeficient de netejar-se" -la neteja vocal. Per a mantenir els teus aliats contents, només necessites "netejar-los" amb sons vocals de baix cost, servint múltiples aliats simultàniament mentre mantens ambdues mans lliures per a altres tasques. La neteja vocal llavors va evolucionar gradualment en llenguatge vocal -inicialment en forma de "xafardeig".
Els crítics d'aquesta teoria indiquen que una vertadera eficiència de la "neteja vocal" -el fet que les paraules fossin tan barates- hauria minat la seva capacitat de manifestar la voluntat de l'espècie transmesa pel consum del temps i la neteja manual costosa. Una altra crítica és que la teoria no diu res per a explicar la transició crucial de la neteja vocal -la producció de sons plaents però sense significat- a les complexitats cognitives del discurs sintàctic.

#### Coevolució ritual/discurs
La teoria de la coevolució ritual/discurs va ser proposada originàriament pel distingit antropòleg social Roy Rappaport abans de ser elaborada per antropòlegs com Chris Knight, Jerome Lewis, Nick Enfield, Camilla Power i Ian Watts. El científic cognitiu i enginyer robòtic Luc Steels és un altre recolzador prominent d'aquesta aproximació general, tal com l'antropòleg biològic/neurocientífic Terrence Deacon.
Aquests estudiosos defensen que no hi pot haver res tal com una "teoria dels orígens del llenguatge". Això és perquè el llenguatge no és una adaptació separada, sinó un aspecte intern de quelcom més gran -és a dir, cultura simbòlica humana com un tot. Els intents d'explicar el llenguatge independentment d'aquest context més gran han fracassat espectacularment, diuen aquests científics, perquè s'adrecen a un problema sense solució. Podem imaginar un historiador mirant d'explicar l'emergència de les targetes de crèdit independentment del sistema superior del qual formen part? Fer servir una targeta de crèdit té sentit només si tens un compte bancari institucionalment reconegut en un cert tipus de societat capitalista avançada -una on ja s'hi hagin inventat la tecnologia de comunicacions electròniques i els ordinadors digitals i on el frau es pugui detectar i prevenir. De la mateixa manera, el llenguatge no funcionaria a fora de la matriu específica dels mecanismes i institucions socials. Per exemple, no funcionaria per a una comunicació de simis amb altres simis salvatges. Ni el simi més enginyós podria fer tasques lingüístiques sota aquestes condicions.
| «                                                                  | La mentida i l'alternativa, inherents en el llenguatge... plantegen problemes a qualsevol societat l'estructura de la qual es fonamenti en el llenguatge, que és dir a totes les societats humanes. He defensat, per tant, que si hi ha d'haver paraules de cap mena és necessari establir La Paraula, i que La Paraula s'estableix per la intervenció de la litúrgia. | » |
| — Roy Rappaport, 1979. Ecology, Meaning and Religion, pp. 210-11.. | |   |

 Els partidaris d'aquesta escola de pensament indiquen que les paraules són barates. Com al·lucinacions digitals, no són intrínsecament fiables. En el cas que un simi especialment enginyós, o fins i tot un grup de simis eloqüents, provessin de fer servir paraules a la selva, no els comportaria cap convicció. Les vocalitzacions dels primats que efectivament senten convicció -aquells que de fet en fan servir- no són pas com les paraules, en el sentit que són expressives emocionalment, amb sentit intrínsec i fiables perquè són relativament, costosament i difícilment fingibles.
La llengua consisteix en oposicions digitals el cost de les quals és essencialment zero. Com a pures convencions socials, els senyals d'aquesta mena no poden evolucionar en un món social darwinià -són una impossibilitat teòrica. Com que és intrínsecament de no fiar, la llengua treballa només si pots crear-te una reputació digna de confiança dins un cert tipus de societat -és a dir, una en què els fets culturals simbòlics (de vegades anomenats fets institucionals) es puguin establir i mantenir amb l'aprovació social col·lectiva. En qualsevol societat caçadora-recol·lectora, el mecanisme bàsic per a establir confiança en els fets culturals simbòlics és un ritual col·lectiu. Per tant, la tasca que es planteja als investigadors sobre els orígens del llenguatge és més multidisciplinària del que normalment es creu. Implica adreçar-se a l'emergència evolutiva de la cultura simbòlica humana com un tot, amb la llengua com un component important, però subsidiari.
Els crítics de la teoria inclouen Noam Chomsky, que la qualifica d'hipòtesi de la "no-existència" -una negació de la mateixa existència de la llengua com a objecte d'estudi per a la ciència natural. La teoria pròpia de Chomsky és que el llenguatge va emergir en un instant i de manera perfecta, animant alhora els seus crítics a replicar que només alguna cosa que no existeix -una construcció teòrica o una convenient ficció científica- podria possiblement emergir en tal miraculosa direcció. La controvèrsia es manté irresolta.

#### Hipòtesi de la torre de Babel
S'ha suggerit que el llenguatge pot haver evolucionat en part per a bloquejar la comunicació, per a configurar la pròpia tribu a part de la contaminació de les altres. Això es connecta amb la paradoxa dels parlants en codi, la història de la torre de Babel, i no es contradiu amb les hipòtesis de la llengua mare, de la neteja en la tribu, i per a evitar l'incest descrites a sobre.

### La teoria gestual
La teoria gestual postula que la llengua humana es va desenvolupar dels gestos que es feien servir per a la comunicació simple.
Dos tipus de proves recolzen aquesta teoria:
1. El llenguatge gestual i el llenguatge vocal depenen de sistemes neuronals semblants. Les regions del còrtex responsables dels moviments de la boca i la mà limiten entre si.
2. Els primats no humans poden fer servir gestos o símbols per a una comunicació com a mínim primitiva, i alguns dels seus gestos s'assemblen als dels humans, com la "postura de demanar", amb les mans obertes, que els humans comparteixen amb els ximpanzés.[71]

La recerca ha trobat un fort suport per a la idea que el llenguatge verbal i el llenguatge de signes depenen d'estructures neuronals semblants. Els pacients que feien servir el llenguatge de signes, i els qui sofrien una lesió a l'hemisferi esquerre, mostraven els mateixos desordres amb el seu llenguatge de signes que els pacients orals amb el seu llenguatge oral. Altres investigadors van trobar que les mateixes regions de l'hemisferi esquerre del cervell que eren actives durant una conversa de signes, també ho eren durant l'ús del llenguatge oral o escrit.
La qüestió important per a les teories gestuals és per què hi va haver un canvi cap a la vocalització. Se n'han proposat diverses explicacions:
1. Els nostres avantpassats van començar a fer servir més i més eines, la qual cosa significa que les seves mans estaven ocupades i no podien fer-se servir més per a fer gestos.[74]
2. El gest manual requereix que els emissors i receptors estiguin a l'abast visible l'un de l'altre. En moltes situacions, podrien necessitar comunicar-se, fins i tot sense contacte visual -per exemple després de la posta de sol o quan el fullatge obstrueix la visibilitat.
3. Una hipòtesi composta defensa que el llenguatge primitiu va tenir lloc de forma en part gestual i en part per mimesi oral ("cançó-i-dansa" imitatives), combinant les modalitats, perquè tots els signes (com els dels primats i les mones) encara necessiten estar costosament en ordre per a ser intrínsecament convincents. En aquest acte, cada mostra multimèdia hauria implicat no sols desxifrar un significat intencionat, sinó també inspirar confiança en la fiabilitat del signe. La proposta és que només un cop es va forçar la comprensió contractual d'abast comunitari[75] s'hauria pogut confiar que les intencions comunicatives s'assumirien automàticament, permetent finalment a l'Homo sapiens canviar cap a un format per defecte més eficient. Com que les característiques orals distintives (contrast sonor) són ideals per a aquest propòsit, només en aquest punt -quan el llenguatge corporal intrínsecament persuasiu no requeria comunicar més cada missatge- es va produir el canvi decisiu del gest manual cap a la nostra confiança primària actual en la llengua parlada.[76][77][78]

Els humans encara fan servir gestos amb les mans i facials quan parlen, especialment quan persones que no tenen una llengua comuna es troben. També hi ha, evidentment, un gran nombre de llengües de signes encara existents, normalment associades amb les comunitats sordes; és important notar que aquestes llengües de signes són iguals en complexitat, sofisticació, i poder expressiu, a qualsevol altra llengua oral -les funcions cognitives són semblants i les parts del cervell usades són semblants. La principal diferència és que els "fonemes" són produïts a fora del cos, articulats amb les mans, el cos i l'expressió facial, més que pas a dins del cos articulats amb la llengua, les dents, els llavis i la respiració.
Els crítics de la teoria gestual fan notar que és difícil esmentar raons serioses sobre per què la comunicació oral primitiva basada en la xerrameca (que és present en els primats) s'hauria abandonat a favor de la molt menys efectiva comunicació gestual, no oral. Tot i això, Michael Corballis ha indicat que la comunicació oral primat (com els crits d'alarma) no es pot controlar conscientment, a diferència del moviment de la mà, i així no és creïble com a precursora del llenguatge humà; la vocalització primat és força homòloga i continuada en reflexos involuntaris (connectats amb les emocions humanes bàsiques) com els crits o el riure (el fet que aquestes es puguin fingir no refuta el fet que existeixin respostes involuntàries sinceres a la por o la sorpresa). A més, el gest generalment no és pas menys efectiu, i depenent de la situació fins i tot pot ser avantatjós, per exemple en un ambient sorollós o on és important estar en silenci, com en una caça. Altres reptes a la teoria del "primer gest" els han presentats investigadors en psicolingüística, incloent-hi David McNeill.

### Les neurones mirall i els orígens del llenguatge
En els humans, els estudis d'IRM funcional han informat trobant àrees homòlogues al sistema neuronal mirall dels micos en el còrtex frontal inferior, a prop de l'àrea de Broca, una de les hipotètiques regions lingüístiques del cervell. Això pot portar a suggeriments que el llenguatge humà va evolucionar del sistema de representació/comprensió gestual portat a terme en les neurones mirall. S'ha dit que les neurones mirall tenen el potencial de proveir un mecanisme per a l'acció-comprensió, imitació-aprenentatge, i la simulació del comportament d'altres persones. Aquesta hipòtesi és recolzada per algunes homologies citoarquitectòniques entre l'àrea premotora F5 dels micos i l'àrea de Broca. Els índexs d'expansió del vocabulari lliguen amb l'habilitat dels nens a reflectir vocalment no-paraules i, per tant, a adquirir les noves pronunciacions de paraules. Aquesta repetició de la paraula passa automàticament, ràpidament i separadament al cervell de la percepció de la paraula. A més a més, aquesta imitació oral pot passar sense comprensió com en l'ombrejat de la paraula i l'ecolàlia.
Una altra evidència d'aquesta connexió prové d'un estudi recent en el qual l'activitat cerebral de dos participants era mesurada fent servir IRM mentre es feien gestos de paraules entre ells fent servir gestos manuals amb un joc de xarades -una modalitat que alguns han suggerit que pot representar el precursor evolutiu del llenguatge humà. Les anàlisis de les dades fent servir la causalitat de Granger van revelar que el sistema neuronal mirall de l'observador efectivament reflectia el patró d'activitat en el sistema motor de l'emissor, donant suport a la idea que el concepte motor associat amb les paraules és efectivament transmès d'un cervell a un altre fent servir el sistema mirall.
S'ha de notar que el sistema neuronal mirall sembla inherentment inadequat per a jugar cap rol en sintaxi, ja que aquesta propietat definitòria de les llengües humanes que es porta a terme en estructures recursives jeràrquiques s'anivella en seqüències lineals de fonemes fent l'estructura recursiva no accessible a la detecció sensorial.

### Teoria de deixar a terra el nadó
D'acord amb la teoria de "deixar a terra el nadó" de Dean Falk, les interaccions orals entre les primeres mares i infants homínids van provocar una seqüència d'esdeveniments que van conduir, finalment, a les primeres paraules dels nostres avantpassats. La idea bàsica és que les mares humanes evolutives, a diferència dels seus parents mones i simis, no es podien desplaçar i recol·lectar amb els seus infants abraçats a l'esquena. La pèrdua de pèl en el cas humà va deixar els infants sense mitjans per a enganxar-s'hi. Freqüentment, per tant, les mares havien de baixar els seus nadons a terra. Com a resultat, aquests nadons van necessitar sentir que no eren abandonats. Les mares van respondre desenvolupant el "marès" -un sistema de comunicació dirigit a l'infant abraçant expressions facials, llenguatge corporal, tocaments, manyacs, carícies, rialles, senyes i clams de contacte emocionalment expressius. El debat parteix que el llenguatge d'alguna manera es va desenvolupar de tot això.
Els crítics fan notar que mentre aquesta teoria podria explicar cert tipus de "protollengua" dirigida a l'infant -coneguda avui com a marès- fa ben poc per solucionar el problema difícil real, que és l'emergència entre els adults d'un discurs sintàctic.
Tot i això, en The Mental and Social Life of Babies, el psicòleg Kenneth Kaye hi feia notar que cap llengua adulta usable podria haver evolucionat sense una comunicació interactiva entre nens molt petits i adults. "Cap sistema simbòlic podria haver sobreviscut d'una generació a la següent si no hagués pogut ser fàcilment adquirit pels nens petits sota les seves condicions de vida social normals."

### Teoria de la gramaticalització
La gramaticalització és un procés històric continu en el qual les paraules independents desenvolupen apèndixs gramaticals, mentre aquestes de rebot esdevenen sempre més especialitzades i gramaticals. Un ús inicialment "incorrecte", en esdevenir acceptat, condueix cap a conseqüències imprevistes, i provoca una reacció en cadena i àmplies seqüències de canvi. Paradoxalment, la gramàtica evoluciona perquè, en l'anàlisi final, els humans es preocupen menys dels detalls gramaticals que pas de fer-se entendre ells mateixos. Si així és com evoluciona la gramàtica avui en dia, d'acord amb aquesta escola de pensament, podem legítimament deduir principis semblants en la pràctica entre els nostres distants avantpassats, quan la mateixa gramàtica es va establir per primer cop.
Per tal de reconstruir la transició evolutiva des del llenguatge primitiu cap a les llengües amb gramàtiques complexes, necessitem conèixer quines seqüències hipotètiques són plausibles i quines no. Per tal de comunicar idees abstractes, el primer recurs dels parlants és retrocedir a la imatgeria concreta immediatament identificable, molt sovint desplegant metàfores arrelades en l'experiència forçosament compartida. Un exemple familiar és l'ús de termes concrets com "cor" o "esquena" per a expressar significats abstractes com "dins" o "darrere". Igualment metafòrica és l'estratègia de representar patrons temporals en el model dels espacials. Així, en català diem "vaig passar la tarda a casa" modelat de "vaig anar a Barcelona". D'aquests exemples, en podem veure per què la gramaticalització es considera unidireccional -de significat concret a abstracte, no pas a l'inrevés.
Els teòrics de la gramaticalització dibuixen el llenguatge primitiu com a simple, potser consistent només en noms. Fins i tot, sota aquesta presumpció teòrica extrema, és difícil d'imaginar quina inhibició cognitiva hauria realment impedit a la gent de fer servir -dir- "llança" com si fos un verb, com fem en català ("Llancem-li la pedra"). Independentment dels detalls de la gramàtica com els lingüistes professionals l'entenen, la gent en la vida quotidiana segurament hauria fet servir els seus noms com a verbs o els seus verbs com a noms quan l'ocasió ho demanava. En resum, mentre una llengua només nominal podria semblar teòricament possible, la teoria de la gramaticalització indica que no podria haver perdurat fixa en aquell estat per gaire temps.
La creativitat guia el canvi gramatical. Això suposa una certa actitud per part dels receptors. En lloc de castigar les desviacions de l'ús acceptat, els receptors han de prioritzar la lectura mental imaginativa. No hauríem de donar per descomptat aquesta postura cognitiva. La creativitat imaginativa -emetent una alarma de lleopard quan no n'hi havia cap, per exemple- no és el tipus de comportament que les mones verdes valorarien o compensarien. La creativitat i la confiança són demandes incompatibles; per als primats "maquiavèlics" com per als animals en general, la pressió predominant és mostrar confiança. Si els humans s'escapen d'aquestes limitacions és perquè, en el nostre cas, els receptors estan interessats primerament en les afirmacions mentals.
Centrar-se en les afirmacions mentals és acceptar les ficcions -habitants de la imaginació- com a potencialment informatives i interessants. Aprofitar l'ús de la metàfora. Una metàfora és, literalment, una afirmació falsa. Penseu en la declaració de Romeu, "la Julieta és el sol!". La Julieta és una dona, no pas una bola de gasos calents al cel, però els receptors humans no són (o no pas normalment) insistents pedants en el rigor factual punt per punt. Volen saber què té l'emissor al cap. La gramaticalització es basa essencialment en la metàfora. Proscriure el seu ús seria parar d'evolucionar i, pel mateix motiu, excloure tota possibilitat d'expressar pensament abstracte.
Una crítica de tot això és que, mentre la teoria de la gramaticalització podria explicar el canvi lingüístic avui en dia, no aborda satisfactòriament l'autèntic difícil repte -explicant la transició inicial de la comunicació d'estil primat al llenguatge tal com el coneixem. Per contra, la teoria assumeix que el llenguatge ja existeix. Com Bernd Heine i Tania Kuteva reconeixen: "La gramaticalització requereix un sistema lingüístic que es fa servir regularment i freqüentment en una comunitat de parlants i passa d'un grup de parlants a un altre". Fora dels humans moderns, aquestes condicions no prevalen.

### Teoria dels simis autodomesticats
D'acord amb un estudi investigador de les diferències de so entre els maniquins carpó-blanc i el seu homòleg domesticat (el pardal del Japó), els maniquins salvatges fan servir una seqüència de cant altament estereotipada, mentre que els domesticats emeten un cant altament no restringit. En els pinsans salvatges, la sintaxi del cant és subjecta a la preferència femenina -selecció sexual- i es manté relativament fixa. Tot i això, en el pinsà bengalí, la selecció natural és substituïda per la cria, en aquest cas per plomatge vistós, i per tant, desvinculada de pressions selectives, la sintaxi del cant estereotipat pot deixar-se portar. És substituïda, en 1.000 generacions, per una seqüència variable i apresa. Els pinsans salvatges, a més a més, són incapaços d'aprendre seqüències de cant d'altres pinsans. En el camp de la vocalització dels ocells, els cervells capaços de produir només un cant innat tenen una via neuronal molt simple: el centre motor prosencefàlic primitiu, anomenat el nucli robust de l'arcopallium, connecta amb la producció vocal mesencefàlica, que alhora es projecta al nucli motor troncencefàlic. Per contrast, en cervells capaços d'aprendre cants, l'arcopallium rep aportacions de nombroses regions prosencefàliques addicionals, incloent-hi les involucrades en l'aprenentatge i l'experiència social. El control sobre la generació de cant ha esdevingut menys restringida, més distribuïda i més flexible.
Quan es comparen amb els altres primats, el sistema de comunicació dels quals és restringit a un repertori altament estereotípic de crits i reclams, els humans tenen molt poques vocalitzacions preespecífiques, i en són exemples existents el riure i el plor. A més a més, aquestes vocalitzacions innates heretades es generen per vies neuronals restringides, en què el llenguatge s'hi genera per un sistema altament distribuït que involucra nombroses regions del cervell humà.
Una característica remarcable del llenguatge és que, mentre la competència n'és heretada, les llengües en si són transmeses per via cultural. També són transmesos per via cultural els coneixements, com els mètodes tecnològics per a fer coses, que es formulen com a explicacions basades en la llengua. Per tant, es podria esperar una trajectòria coevolutiva ferma entre la competència lingüística i la cultura: els protohumans capaços de les primeres, i presumiblement rudimentàries, versions de protollenguatge tindrien un millor accés a coneixements culturals, i els coneixements culturals, transformats en protollengües que els cervells infantils podrien aprendre fàcilment, serien més fàcilment transmesos, i conferirien d'aquesta manera els beneficis acumulats.
Per tant, els protohumans indubtablement van dedicar-se, i continuen dedicant-s'hi, al que s'anomena construcció de nínxol, creant nínxols culturals que proveeixen coneixements clau per a sobreviure, i experimentant canvis evolutius que optimitzen la seva habilitat de prosperar en aquests nínxols. La pressió selectiva que opera per mantenir els instints importants per a sobreviure en nínxols preferents s'esperaria que es relaxés quan els humans esdevenen més i més dependents dels seus nínxols culturals autocreats, mentre qualssevol innovacions que facilitessin adaptacions culturals -en aquest cas, innovacions en competència lingüística- s'esperaria que s'estenguessin.
Una manera útil d'entendre l'evolució humana és que som simis autodomesticats. Només quan la domesticació relaxava la selecció dels cants estereotipats en les parelles de pinsans, la tria se substituïa per tries basades en sensibilitats estètiques dels criadors d'ocells i els seus clients -podria, doncs, la nostra domesticació cultural haver relaxat la selecció de molts dels nostres trets de comportament primari, permetent a les velles vies degenerar i reconfigurar-se. Donada la manera altament indeterminada que els cervells dels mamífers han de desenvolupar-se -bàsicament, es construeixen a si mateixos "de baix a dalt", amb un conjunt d'interaccions neuronals que configuren l'estadi per a la següent ronda d'interaccions-, les vies degradades tendirien a demanar i buscar noves oportunitats per a les connexions sinàptiques. Aquestes integracions de les vies del cervell heretades podrien haver contribuït a la complexitat funcional que caracteritza el llenguatge humà. I, com en l'exemple dels pinsans, aquestes integracions poden passar en espais de temps molt ràpids.

## Comunicació, parla i llenguatge
Es pot dibuixar una distinció entre parla i llenguatge. El llenguatge no és necessàriament parlat: pot alternativament ser escrit o signat. La parla és un d'entre els molts diferents mètodes de codificar i transmetre informació lingüística, per bé que probablement el més natural.
Alguns estudiosos consideren el llenguatge com inicialment un desenvolupament cognitiu, succeint més tard en l'evolució humana la seva 'externalització' per a servir propòsits comunicatius. D'acord amb una d'aquestes escoles de pensament, la característica clau que diferencia el llenguatge humà és la recursivitat -en aquest context, l'adhesió iterativa de frases dins de frases. Altres estudiosos -especialment Daniel Everett- neguen que la recursivitat sigui universal, i cita certes llengües (p. e., el pirahã) que, segons diuen, manquen d'aquest tret.
Alguns consideren l'habilitat de preguntar-se com a distintiu entre el llenguatge i els sistemes de comunicació no humans. Alguns primats captius (especialment els bonobos i els ximpanzés, que han après a fer servir signes rudimentaris per a comunicar-se amb els seus entrenadors humans, s'han mostrat capaços de respondre correctament a preguntes i requeriments complexos. Tanmateix, han fracassat en formular-se fins i tot les preguntes més simples entre si. En canvi, els nens humans són capaços de formular les seves primeres preguntes (fent servir només l'entonació) en el període de barboteig del seu desenvolupament, molt abans que comencin a fer servir estructures sintàctiques. Tot i que els nadons de les diferents cultures adquireixen les llengües nadiues del seu entorn social, totes les llengües del món sense excepció -tonals, no tonals, entonacionals i accentuades- fan servir una "entonació interrogativa" ascendent semblant per a les preguntes sí-no. Aquest fet és una forta evidència de la universalitat de l'entonació interrogativa.

## Desenvolupament cognitiu i llenguatge
Una de les habilitats intrigants que els éssers lingüístics tenim és la de la referència d'alt nivell, o l'habilitat de referir-se a coses o estats de coses que no són en el camp immediat del parlant. Aquesta habilitat sovint es relaciona amb la teoria de la ment, o una consciència de l'altre com a ésser semblant a un mateix amb voluntats i intencions pròpies. D'acord amb Chomsky, Hauser i Fitch (2002), hi ha sis aspectes principals d'aquest sistema de referència d'alt nivell:
- La teoria de la ment
- La capacitat d'adquirir representacions conceptuals no lingüístiques, com la distinció objecte/tipus
- Els senyals vocals referencials
- La imitació com a sistema racional, intencional
- El control voluntari sobre la producció de signes com a evidència de la comunicació intencional
- La representació numèrica

### Teoria de la ment
Simon Baron-Cohen (1999) defensa que la teoria de la ment ha d'haver precedit l'ús del llenguatge, basat en l'evidència de l'ús de les característiques següents des de fa 40.000 anys: comunicació intencional, reparació de la comunicació fallida, ensenyament, persuasió intencional, decepció intencional, construcció d'aquestes habilitats. La investigació de Call i Tomasello en els ximpanzés ho recolza, en tant que les mones individualment semblen entendre que les altres mones tenen consciència, coneixement, i intenció, però no semblen entendre les creences falses. Molts primats mostren algunes tendències vers una teoria de la ment, però no pas una de plena com la que tenim els humans.
Finalment, hi ha cert consens dins el camp que una teoria de la ment sigui necessària per a l'ús del llenguatge. Per tant, el desenvolupament d'una teoria de la ment plena en els humans era la precursora necessària per a un ús ple del llenguatge.

### Representació numèrica
En un estudi concret, es requeria que rates i coloms premessin un botó un cert nombre de vegades per aconseguir menjar: els animals mostraven una distinció molt acurada dels nombres menors a quatre, però a mesura que els nombres s'incrementaven, la taxa d'error s'incrementava (Chomsky, Hauser i Fitch, 2002). Matsuzawa (1985) va provar d'ensenyar als ximpanzés la numeració àrab. La diferència entre primats i humans al respecte era molt gran; així, va costar centenars de proves als ximpanzés aprendre 1-9; amb cada nombre, es requeria una quantitat de temps d'entrenament semblant; tanmateix, després d'aprendre el significat d'1, 2 i 3 (i de vegades 4), els nens fàcilment comprenien el valor dels enters més grans fent servir una funció successiva (p. e., 2 és 1 més gran que 1, 3 és 1 més gran que 2, 4 és 1 més gran que 3; un cop assolit el 4, sembla que la majoria de nens tenen un efecte eureka i entenen que el valor de qualsevol enter n és 1 més gran que l'enter previ). Posat simple, d'altres primats aprenen el significat dels nombres un per un de manera semblant a la seva aproximació a altres símbols referencials, mentre que els nens primer aprenen una llista arbitrària de símbols (1, 2, 3, 4...) i després aprenen els seus significats precisos. Aquests resultats es poden veure com una evidència de l'aplicació de la "propietat generativa indeterminada" del llenguatge en la cognició numeral humana.

## Estructures lingüístiques

### Principi lexicofonològic
Hockett (1966) detalla una llista de trets considerats com a essencials per a descriure el llenguatge humà. En el camp del principi lexicofonològic, dos trets d'aquesta llista són els més importants:
- Productivitat: els parlants poden crear i entendre missatges completament nous.
  - Els missatges nous són inventats lliurement barrejant, equiparant o transformant els vells.
  - Tant als elements nous com als vells, se'ls hi assignen lliurement càrregues semàntiques noves segons les circumstàncies i el context. Diu que en cada llengua, constantment hi apareixen nous idiomes.
- Dualitat (de Patterning): un gran nombre d'elements amb significat es compon d'un nombre reduït convenientment d'elements sense sentit independentment però diferenciadors de missatges.

El sistema de sons d'una llengua és compost per un conjunt infinit d'elements fonològics simples. Sota les lleis fonotàctiques específiques d'una llengua determinada, aquests elements es poden recombinar i concatenar, i donen lloc a la morfologia i el lèxic indefinit. Un tret clau del llenguatge és que un conjunt simple, finit, d'elements fonològics dona lloc a un sistema lèxic infinit en què les lleis determinen la forma de cada element, i el significat es lliga inextricablement amb la forma. La sintaxi fonològica, llavors, és una combinació simple d'unitats fonològiques preexistents. Relacionat amb això, hi ha un altre tret essencial del llenguatge humà: la sintaxi lèxica, en què les unitats preexistents es combinen, i donen lloc a elements semànticament nous o lèxicament diferents.
Certs elements del principi lexicofonològic, se sap que existeixen fora dels humans. Mentre que tots (o gairebé tots) han estat documentats d'alguna forma en el món natural, molt pocs coexisteixen en les mateixes espècies. Tant el cant dels ocells com els simis que canten, i el cant de les balenes, mostren sintaxi fonològica, combinant unitats de so en llargues estructures desproveïdes de significat realçat o nou. Certes espècies de primats tenen sistemes fonològics amb unitats referents a entitats en el món. Tot i això, en contrast amb els sistemes humans, les unitats en aquests sistemes primats normalment succeeixen aïlladament, delatant una falta de sintaxi lèxica. Hi ha una nova evidència que suggereix que les mones de Campbell també mostren sintaxi lèxica, combinant dos crits (un crit d'alarma de depredador amb un "bum", la combinació dels quals denota una amenaça reduïda de perill). Amb tot, encara no és clar si això és un fenomen lèxic o morfològic.

### Pídgins i criolls
Els pidgins són llengües significativament simplificades amb només gramàtica rudimentària i un vocabulari restringit. En el seu estadi primitiu, els pidgins principalment consisteixen en noms, verbs i adjectius amb cap o pocs articles, preposicions o verbs auxiliars. Sovint, la gramàtica no té cap tipologia sintàctica fixa i les paraules no tenen flexió.
Si es manté el contacte entre els grups parlants de pidgin durant llargs períodes, els pidgins poden esdevenir més complexos per moltes generacions. Si els nens d'una generació adopten el pidgin com la seva llengua nadiua, es desenvolupa en una llengua criolla, que esdevé fixa i adquireix una gramàtica més complexa, amb una fonologia fixa, sintaxi, morfologia, i arrelament sintàctic. La sintaxi i la morfologia d'aquestes llengües sovint poden tenir innovacions locals no derivades de manera òbvia de cap de les llengües mare.
Els estudis de les llengües criolles de tot el món han suggerit que mostren semblances remarcables en gramàtica i es desenvolupen uniformement des de pidgins en una sola generació. Aquestes semblances són evidents fins i tot quan les criolles no comparteixen cap origen lingüístic comú. A més a més, les criolles comparteixen semblances tot i desenvolupar-se aïlladament entre si. Les semblances sintàctiques inclouen l'ordre de paraules subjecte-verb-objecte. Fins i tot, quan les criolles deriven de llengües amb un ordre de paraules diferent, sovint desenvolupen l'ordre de paraules SVO. Les criolles tendeixen a tenir patrons d'ús semblants per als articles definits i indefinits, i lleis de moviment semblants per a estructures de frases, fins i tot quan les llengües mares no en tenen.

## Cronologia evolutiva

### Llenguatge primat
Els primatòlegs de camp ens poden donar una idea útil sobre la comunicació dels homínids en estat salvatge. La principal troballa és que els primats no humans, incloent-hi els homínids, produeixen crits que són qualificats, en oposició a la diferenciació categòrica, a través de receptors que s'esforcen a avaluar gradacions subtils en els estats emocionals i corporals dels emissors. En captivitat, als simis, se'ls han ensenyat formes rudimentàries de llenguatge de signes o se'ls ha persuadit de fer servir lexigrames -símbols que no s'assemblen gràficament a les paraules corresponents- en teclats d'ordinadors. Alguns simis, com Kanzi, han estat capaços d'aprendre i fer servir centenars de lexigrames.
Les àrees de Broca i de Wernicke en els cervells primats són les responsables de controlar els músculs de la cara, la llengua, la boca, i la larinx, com també de reconèixer sons. Els primats, se sap que fan "crits vocàlics", i aquests crits es generen per circuits del tronc encefàlic i el sistema límbic. Tot i això, els escaneigs cerebrals moderns dels ximpanzés xisclant demostren que fan servir l'àrea de Broca per a xisclar i hi ha l'evidència que les mones escoltant el xiscle de mona fan servir les mateixes regions del cervell que els humans escoltant la parla.
En estat salvatge, la comunicació de les mones verdes ha estat la que s'ha estudiat més extensament. Es coneixen per produir fins a deu vocalitzacions diferents. Moltes d'aquestes es fan servir per a avisar els altres membres del grup de depredadors aproximant-se. Inclouen un "crit de lleopard", un "crit de serp" i un "crit d'àliga". Cada crit provoca una estratègia defensiva diferent en les mones que senten el crit i els científics van ser capaços de provocar respostes previsibles a les mones fent servir altaveus i sons gravats. Altres vocalitzacions poden fer-se servir per a la identificació. Si una cria de mona crida, la seva mare s'hi gira, però les altres mares mona verda es giren, en comptes de cap a aquella mare de la cria, cap a veure el que farà.

### Homoprimitiu
Respecte a l'articulació, hi ha una especulació considerable sobre les capacitats lingüístiques de l'Homo primitiu (2,5 a 0,8 milions d'anys enrere). Anatòmicament, alguns estudiosos creuen que trets com el bipedisme, que es va desenvolupar en els australopitecs pels volts de fa 3,5 milions d'anys, haurien comportat canvis en el crani, i permetrien un aparell vocàlic més en forma de L. La forma de l'aparell i una larinx posicionada relativament avall del coll són prerequisits necessaris per a molts dels sons que produïm els humans, particularment les vocals. Altres estudiosos creuen que, basant-se en la posició de la larinx, no tan sols els neandertals tenien l'anatomia necessària per a produir el registre complet de sons que produïm els humans moderns. Encara un altre punt de vista considera el descens de la larinx com a irrellevant en el desenvolupament de la parla.
El terme protollengua, definit pel lingüista Derek Bickerton, és una forma primitiva de falta de comunicació:
- una sintaxi plenament desenvolupada
- verbs temporals, d'aspecte, auxiliars, etc.
- un vocabulari de tipus tancat (p. e., no lèxic)

O sigui, un estadi en l'evolució de la llengua en algun lloc entre la llengua homínida i la llengua humana moderna plenament desenvolupada. Bickerton (2009) situa la primera emergència d'aquesta protollengua en la forma més primitiva d'Homo, i associa la seva forma amb la pressió de l'adaptació del comportament a la construcció del nínxol carronyer encarada per l'Homo habilis.
Trets anatòmics com l'aparell vocàlic en forma de L han estat evolucionant contínuament, en lloc d'aparèixer de cop i volta. Per tant, és més probable que Homo habilis i Homo erectus durant el Plistocè inferior tinguessin alguna forma de comunicació intermèdia entre la dels humans moderns i la dels altres primats.

### Homo sapiensarcaic
Steven Mithen va proposar el terme Hmmmmm per al sistema prelingüístic de comunicació fet servir per l'Homo arcaic, començant amb l'Homo ergaster i arribant a la més alta sofisticació en el Plistocè mitjà amb l'Homo heidelbergensis i l'Homo neanderthalensis. Hmmmmm és un acrònim d'holístic (no compost), manipulador (les pronúncies són ordres o suggeriments, no pas oracions descriptives), multimodal (acústic com també gestual i mimètic), musical, i mimètic.

#### Homo heidelbergensis
L'H. heidelbergensis era un parent proper (probablement, un descendent migratori) de l'Homo ergaster. Alguns investigadors creuen que l'H. ergaster va ser la primera espècie d'homínid a produir vocalitzacions controlades, possiblement imitant les vocalitzacions animals, i que mentre l'H. heidelbergensis desenvolupava una cultura més sofisticada avançava des d'aquest punt i, possiblement, desenvolupava una forma primitiva de llenguatge simbòlic.

#### Homo neanderthalensis
La descoberta el 2007 d'un os hioide neandertal suggereix que els neandertals poden haver estat anatòmicament capaços de produir sons com els humans moderns. El nervi hipoglòs, que passa pel canal, controla els moviments de la llengua i es diu que la seva mida reflecteix les habilitats de parla. Els homínids que van viure abans de fa 300.000 anys tenien canals hipoglossals més semblants als dels ximpanzés que pas als dels humans.
Tot i això, encara que els neandertals poden haver estat anatòmicament capaços de parlar, Richard Klein, el 2004, va dubtar que posseïssin un llenguatge plenament modern. Basa a bastament els seus dubtes en el registre fòssil dels humans arcaics i el seu equip d'eines de pedra. Durant 2 milions d'anys seguint l'emergència de l'Homo habilis, la tecnologia de les eines de pedra dels homínids va canviar molt poc. Klein, que ha treballat extensament les eines de pedra antigues, descriu el tosc equip d'eines de pedra dels humans arcaics com a impossible de descompondre en categories basades en la seva funció, i informa que els neandertals semblen haver-se preocupat poc de la forma final de les seves eines. Klein argumenta que el cervell neandertal pot no haver assolit el nivell de complexitat requerit per a la parla moderna, encara que l'aparell físic per a la producció de la parla estigués ben desenvolupat. El tema del nivell de sofisticació cultural i tecnològica del neandertal es manté en controvèrsia, especialment pel que fa a la capacitat simbòlica.

### Homo sapiens
Els humans anatòmicament moderns apareixen en el registre fòssil per primer cop fa 195.000 anys a Etiòpia. Però mentre que eren anatòmicament moderns, les proves arqueològiques disponibles deixen pocs indicis que no es comportessin diferentment als primitius Homo heidelbergensis. Conservaven les mateixes eines de pedra acheulianes i caçaven menys eficientment que pas els humans moderns del Plistocè tardà. La transició al més sofisticat mosterià va tenir lloc només cap a fa 120.000 anys, i és compartida tant per l'H. sapiens com per l'H. neanderthalensis.
El desenvolupament del comportament modern ple en l'H. sapiens, no compartit per l'H. neanderthalensis ni per cap altra varietat d'Homo, data de fa uns 70.000 a 50.000 anys.
El desenvolupament d'eines més sofisticades, per primer cop construïdes de més d'un material (p. e., os o banya) i classificables en diferents categories de funció (com puntes de projectil, gravadors, fulles de ganivet, i perforadors), sovint es pren com a prova de la presència d'un llenguatge plenament desenvolupat, assumit com a necessari per a l'ensenyament dels processos de manufactura als descendents.
El gran pas en l'evolució lingüística hauria estat la progressió d'una comunicació primitiva, de tipus pidgin a una llengua com el crioll amb tota la gramàtica i la sintaxi de les llengües modernes.
Alguns estudiosos creuen que aquest pas només es podria haver complert amb algun canvi biològic en el cervell, com una mutació. S'ha suggerit que un gen com el FOXP2 podria haver sofert una mutació que permetria als humans comunicar-se. Tot i això, els estudis genètics recents han mostrat que els neandertals compartien el mateix al·lel FOXP2 amb l'H. sapiens. Per tant, no hi ha cap mutació única per a l'Homo sapiens. En lloc d'això, indica que aquest canvi genètic precedeix la divisió neandertal-Homo sapiens.
Encara hi ha un debat considerable sobre si el llenguatge es va desenvolupar gradualment durant milers d'anys o si va aparèixer de cop.
Les àrees de Broca i de Wernicke dels cervells primats també apareixen en el cervell humà, la primera àrea involucrada en moltes tasques cognitives i perceptives, la segona apuntant a les aptituds lingüístiques. Els mateixos circuits tractats en el tronc encefàlic i el sistema límbic dels primats controlen els sons no verbals en els humans (riure, plorar, etc.), la qual cosa suggereix que el centre lingüístic humà és una modificació de circuits neuronals comuns a tots els primats. Aquesta modificació i les seves aptituds per a la comunicació semblen ser úniques per als humans, la qual cosa implica que l'òrgan lingüístic va derivar després de la divisió entre el llinatge humà i el llinatge primat (ximpanzés i bonobos).
D'acord amb la hipòtesi de la migració des de l'Àfrica, pels volts de fa 50.000 anys, un grup d'humans va marxar de l'Àfrica i va procedir a habitar la resta del món, incloent-hi Austràlia i les Amèriques, que mai havien estat poblades per homínids arcaics. Alguns científics creuen que l'Homo sapiens no va marxar de l'Àfrica abans perquè encara no havien aconseguit la cognició i el llenguatge moderns i, consegüentment, mancaven de les aptituds o el nombre requerits per a migrar. Tot i això, com que l'Homo erectus havia aconseguit marxar del continent molt abans (sense cap ús extensiu de llenguatge, eines sofisticades, o modernitat anatòmica), les raons per què els humans anatòmicament moderns van mantenir-se a l'Àfrica durant un període tan llarg es mantenen incertes.

## Escenaris biològics per a l'evolució lingüística
Totes les poblacions humanes posseeixen el llenguatge. Això inclou poblacions, com els tasmanians i els andamanesos, que poden haver estat aïllats dels continents del vell món durant un període de 40.000 anys.
La monogènesi lingüística és la hipòtesi que hi havia una sola protollengua, de vegades anomenada llengua primigènia, de la qual totes les altres llengües orals parlades pels humans descendeixen. (Això no s'aplica a les llengües de signes, que se sap que van sorgir independentment de manera força freqüent. No obstant això, el canvi lingüístic ha estat tan gran i continuat que és pràcticament impossible reconstruir llengües tan antigues (més enllà de les superfamílies, com l'antecessor del protoindoeuropeu) mitjançant el comparatisme.)
La hipòtesi poligenista suposaria que les llengües modernes van evolucionar independentment en tots els continents, una proposta considerada blasmable pels impulsors de la monogènesi.

## Fonaments biològics de la parla humana
La laringe descendida, antigament es veia com una estructura única del canal vocal humà i essencial en el desenvolupament de la parla i el llenguatge. Tot i això, s'ha trobat en altres espècies, incloent-hi alguns mamífers aquàtics i els cérvols grans (p. e., el cérvol roig), i la laringe s'ha observat que descendeix durant les vocalitzacions en gossos, ànecs, i al·ligàtors. En els humans, amb la laringe descendida, es prolonga la longitud del canal vocal i s'amplia la varietat de sons que els humans podem produir. Alguns estudiosos mantenen que la ubiqüitat de la comunicació no oral en els humans continua vigent com a evidència de la no-essencialitat de la laringe descendida per al desenvolupament del llenguatge.
La laringe descendida també té funcions no lingüístiques, possiblement exagerant la mida aparent d'un animal (amb vocalitzacions de nivell més greu que l'esperat). Per tant, encara que jugui un paper important en la producció de la parla, ampliant la varietat de sons que els humans poden produir, pot no haver evolucionat específicament per a aquest propòsit, com ha suggerit Jeffrey Laitman, mentre que per a Hauser, Chomsky, i Fitch (2002) podria ser un exemple de preadaptació.

## Història

### En la religió i la mitologia
La recerca de l'origen del llenguatge té una llarga història arrelada en la mitologia. La majoria de mitologies no atribueixen als humans la invenció del llenguatge, però parlen d'una llengua divina precedint el llenguatge humà.
La cultura judeocristiana pensa que Déu va insuflar la capacitat de parlar a l'ésser humà al mateix temps que l'ànima, perquè pogués comunicar-se amb el seu creador. La Torre de Babel hauria provocat la confusió lingüística com a càstig per la supèrbia dels humans. L'intent per a recuperar la llengua d'Adam (anomenada llengua perfecta) neix d'aquesta concepció mítica. L'hebreu va ser considerada llengua perfecta.
Les llengües místiques utilitzades per a comunicar-se amb animals o esperits, com la llengua dels ocells, també són comunes, i tenien un interès particular durant el Renaixement.

### Experiments històrics
La història conté un gran nombre d'anècdotes sobre gent que va intentar descobrir l'origen del llenguatge mitjançant experiments. La primera d'aquestes històries la va explicar Heròdot (Històries, 2.2). Explica que el faraó Psamètic (probablement, Psamètic I, segle VII aC) tenia dos fills criats per un sacerdot, amb les instruccions que ningú hi pogués parlar, però que el sacerdot els alimentés i cuidés mentre escoltava per a determinar les seves primeres paraules. Quan un dels fills va cridar "bekos" amb els braços estesos, el sacerdot va concloure que la paraula era frígia perquè aquell so era la paraula frígia per a pa. D'això, Psamètic en va concloure que la primera llengua era la frígia. Es diu que el rei Jaume V d'Escòcia va provar un experiment semblant: els seus fills, se suposava que parlaven hebreu. Es diu que tant el monarca medieval Frederic II del Sacre Imperi romanogermànic com Akbar van provar experiments semblants: els nens involucrats en aquests experiments no van parlar.

### Història de la investigació
Entre finals del segle xviii i inicis del XIX, els estudiosos europeus van assumir que les llengües del món reflectien diversos estadis en el desenvolupament de la parla primitiva a l'avançada. La lingüística moderna no comença fins a finals del segle xviii, i les tesis romàntiques o animistes de Johann Gottfried Herder i Johann Christoph Adelung van mantenir-se influents fins ben entrat el segle xix. La qüestió dels orígens del llenguatge semblaven inaccessibles a les aproximacions metòdiques, i el 1866 la Société de Linguistique de París va prohibir amb gran ressò tota discussió sobre l'origen del llenguatge, estimant-lo un problema irresoluble. Una aproximació cada vegada més sistemàtica a la lingüística diacrònica es va desenvolupar en el curs del segle xix, i assolí la seva culminació en l'escola neogramàtica de Karl Brugmann i d'altres.
Les llengües artificials com l'esperanto van néixer per intentar tornar a un idioma comú per a tota la humanitat i tenen en la seva gramàtica la vocació de ser perfectes.
Tot i això, l'interès científic en la qüestió de l'origen del llenguatge només ha revifat gradualment a partir dels anys 1950 (i llavors de forma controvertida) amb idees com la gramàtica universal, la comparació massiva i la glotocronologia.
L'"origen del llenguatge" com a subjecte amb cara i ulls va emergir dels estudis en neurolingüística, psicolingüística i evolució humana. La Linguistic Bibliography va introduir l'"origen del llenguatge" com a apartat separat el 1988, com a subtema de la psicolingüística. Les institucions dedicades a la recerca en l'evolució del llenguatge són un fenomen recent, tot just emergent en els anys 1990.

### Gènesi de la llengua de signes nicaragüenca
Començant el 1979, el recentment instal·lat govern nicaragüenc va iniciar el primer esforç de difusió del país per educar els nens sords. Abans d'això, no hi havia cap comunitat de sords al país. Un centre per a educació especial va establir un programa en què inicialment hi assistien 50 nens petits sords. Cap al 1983, el centre tenia 400 estudiants. El centre no tenia accés a materials d'ensenyament de cap de les llengües de signes que es fan servir al món; consegüentment, als nens, no se'ls hi ensenyava cap llengua de signes. El programa lingüístic, al contrari, va emfasitzar el castellà parlat i la lectura labial, i l'ús de signes pels professors es limitava a l'alfabet dactilològic (fent servir signes simples per a senyalitzar l'alfabet). El programa va tenir poc d'èxit, amb la majoria d'estudiants fracassant en comprendre el concepte de les paraules castellanes.
Els primers nens que van arribar al centre van entrar només amb uns quants signes gestuals rudimentaris desenvolupats dins les seves respectives famílies. Això no obstant, quan els nens es van agrupar per primer cop van començar a desenvolupar uns altres signes. Com més nens joves s'hi afegien, la llengua esdevenia més complexa. Els professors dels nens, que tenien un èxit limitat en comunicar-se amb els seus estudiants, observaven amb temor com els nens començaven a comunicar-se entre ells.
Més endavant, el govern nicaragüenc va sol·licitar l'ajuda de Judy Kegl, una experta americana en el llenguatge de signes de la Universitat Northeastern. Quan Kegl i altres investigadors van començar a analitzar-ne la llengua, van notar que els nens més joves havien pres la forma de tipus pidgin dels nens més grans fins a un nivell més elevat de complexitat, amb correspondència verbal i altres convencions de gramàtica.